# Anthrenus dsungaricus
Anthrenus dsungaricus is een keversoort uit de familie spektorren (Dermestidae). De wetenschappelijke naam van de soort werd in 1962 gepubliceerd door Mroczkowski.